# Art Carney
Arthur William Matthew "Art" Carney (født 4. november 1918, død 9. november 2003) var en amerikansk skuespiller i film, teater, tv og radio.
Carney startede sin karriere som komiker sammen med bl.a. bugtaleren Edgar Bergen.
Under anden verdenskrig tjente han i den amerikanske hær og sluttede sig til landingen i 1944 ved Omaha Beach i Normandiet, hvor han blev skadet af granatsplinter og siden da haltede han let.
Efter krigen investerede han i en karriere som dramatisk skuespiller og komiker og havde stor succes på Broadway, herunder i Omaka par. Han vandt også stor popularitet i rollen som kloakarbejder Ed Norton i tv-serien The Honeymooners (1951-1956).
I begyndelsen af 1960'erne var han en periode indlagt på et psykiatrisk hospital i New York på grund af sine alvorlige grublerier og alkoholisme.
Han vandt en Oscar for bedste mandlige hovedrolle i 1974 for sin rolle i Harry og Tonto. Carney modtog også flere Emmy-priser for forskellige tv-roller. Hans sidste rolle var som Frank i Den sidste actionhelt (1993).